# Димитър Гоголаков
Димитър Гоголаков, наречен Митруш Гьолаки (Голака), известен в Гърция като Димитриос, Димитрис, Митрусис Гоголакис или Капитан Митрусис (на гръцки: Δημήτριος, Δημήτρης, Μητρούσης Γκογκολάκης, Καπετάν Μητρούσης) e македонски гъркоманин, капитан на гръцка андартска чета в Македония.

## Биография
Гоголаков е роден в българското гъркоманско село Хомондос. Гоголаков застава начело на гъркоманска чета, която тероризира българските села в Сярско. Първа жертва на „енергичния и жесток“ Митруш по думите на Христо Силянов става Мито Милушев от село Христос. Гоголаков по желание на майка си убива собствения си вуйчо, който се обявява за българин. За тези убийства Вътрешната организация го осъжда на смърт и войводата Таската Серски на 1 септември 1906 година напада Хомондос с цел да го убие. Загиват жената и единственото дете на Гоголаков, но самият той успява да избяга. Като отмъщение на 25 октомври Гоголаков с четата си преоблечени като турски войници нападат българското екзархийско село Горно Караджово (днес Моноклисия), изгарят десетина къщи и извършват клане на 25-30 души. От нападателите е ранен просенчанинът капитан на джумайската андартска чета Атанас Хаджипантазиев (Танасис Хадзипантазис), който умира от раните си през януари 1907 година. Клането в Горно Караджово предизвиква намесата на великите сили - анкетирано е от австрийския консул Пари и от френския офицер Фулон и е обсъждано в английския парламент.
След нападението над Караджово Серският силогос изтегля за кратко Гоголаков от Македония и го изпраща в Атина, но след два месеца той се връща и отново застава начело на андартска чета, подпомогнат от сержант Теодорос Турлендес от Мегалополи и Николаос Панайоту (капитан Кумбурас) от Агринио.
На 13 юли 1907 година Гоголаков заедно с четирима четници – Янис Урдас, Михалис Узунис, Турлендес и Панайоту – влиза в сярската махала Долна Каменица и се установява в къщата на свещеник в църквата „Благовещение Богородично“, но е предаден от българина Дико на турските власти. Каменица е обкръжена от турска войска и нередовни части. Гоголаков с четниците си се барикадира в камбанарията на църквата и оказва петчасова съпротива. Турлендес и Узунис загиват, а Панайоту и Урдас са ранени и пленени и на 2 декември 1907 година осъдени на смърт и обесени. За да не попадне в плен Гоголаков се самоубива.
В близост до мястото на сражението е издигнат паметник на Гоголаков, в 1927 година родното му село Хомондос е кръстено Митруси, а административната единица, в който се намира то, от 1997 до 2011 се казва Капитан Митруси.